# O Paulista
O Paulista foi o primeiro periódico publicado em São Paulo, capital da Província de São Paulo, no início do Primeiro reinado.

## Histórico
Primeiro jornal editado na então Província de São Paulo, foi fundado em 22 de setembro de 1823 por Antônio Mariano de Azevedo Marques, com o apoio do governo da província. O periódico era manuscrito e bissemanal, versando sobre assuntos de política, da embrionária economia cafeeira e notícias da sociedade paulista. Teve a duração efêmera de apenas alguns meses, sendo extinto no final do ano de 1823. Com pouco exemplares em cada edição, o jornal era repassado para outro "associado" assim que o primeiro terminasse a sua leitura. A expressão: sócio de jornal é usada até os dias de hoje, como sinônimo de assinante.